# Yves Chegaray
Pour les articles homonymes, voir Chegaray.
Yves Chegaray (Le Havre, 7 décembre 1914 - Cricquebœuf, 12 décembre 1996) est un assureur, patron de presse et homme politique français de la ville du Havre.

## Biographie
Héritier d’une riche dynastie d’assureurs spécialisée dans le fret maritime, sa société, est fondée par son grand-père Antonio Chegaray, originaire du Pays basque. Après un passage à La Rochelle, ce dernier en 1890 fonde une agence maritime d'assurance au Havre. Dirigée par son père Pierre Chegaray, elle est domiciliée au 132 boulevard de Strasbourg au Havre et deviendra plus tard Groupama Transport, filiale de Groupama.
Son père étant décédé en 1951, il reprend les cabinets de Paris et du Havre, avec son frère Noël tandis que son beau-frère Paul de Chalus s'occupe de la partie financière. Il devient également directeur du Groupement français d'assurances (GFA). En 1956, Yves Chegaray vend la Villa des Tourelles, fondée par son grand-père  Antonio Chegaray (1833-1906) et lieu de rencontre des milieux culturels havrais à Irène Poupel. Parallèlement, Noël et Yves Chegaray acquièrent une participation importante dans la Compagnie de navigation mixte, une holding financière. À eux trois, ils possèdent également 6 000 des 20 000 actions de la Société havraise d’impression et d’édition, qui fonde en 1948 le journal Le Havre, représentant localement la droite face à son concurrent communiste, Le Havre libre. 
Aux élections législatives de mars 1967, Yves Chegaray se présente sans étiquette dans une circonscription de la ville du Havre et fait mieux que les socialistes en cumulant sur son nom 6 066 voix mais ne parvient pas à se faire élire. Battu à nouveau aux élections législatives de 1968, il renonce à ses ambitions politiques et décide de se débarrasser du journal, revendu en mars 1969, vingt ans après sa création à Robert Hersant et rebaptisé alors Le Havre Presse.
En 1969, il s'intéresse aussi au quotidien Paris Normandie, qui tire alors à 165 000 exemplaires et qui partage une mutualisation des recettes publicitaires. De 1981 à 1985, il prend la présidence du Saint Thomas Basket Le Havre (STB), le club de basket-ball du Havre, à la place d'Édouard Barq.